# 阿紐蒂內 (蘇梅州)
51°15′13″N 33°36′53″E / 51.25361°N 33.61472°E
阿紐蒂內（羅馬化：Aniutyne）是位於烏克蘭東北部的村莊，由蘇梅州科諾托普區的博切奇基市鎮負責管轄。該村處於葉祖奇河畔，海拔高度148米，分別距離赫溫托韋2.5公里和克羅斯納4.5公里，海拔高度148米，2001年人口157。